# 安樂戰場
《安樂戰場》是1990年嘉禾出品的一部香港動作恐怖片，由曾志偉執導，並得到菲律賓政府支援開拍，因此政治和戰爭畫面非常寫實。宣傳口號是曾志偉執導以來，第一部題材嚴肅的電影。故事講述一群香港遊客在菲律賓旅行期間，被挾持旅遊巴的菲共蹂躪和殘殺，倖存者最終逃出生天。
本片影射冷戰末期，標誌著馬列帝國主義世界未落的華約衰亡時，出現的恐怖主義。由於電影情節與在其上映20年後發生的香港旅遊巴在菲律賓被挾持事件多處雷同，因而一度受到香港傳媒和網民關注。

## 劇情
1985年，一群在菲律賓旅行的香港旅客，面對致命的政變災難。他們遇上反抗菲律賓政府的共產黨員正在買賣軍火，被菲律賓軍事追捕。共軍登上香港旅遊巴挾持人質，並把人質帶往一條村落。過程中，那些毫無人性的共軍對人質做出非法禁錮、強姦和槍決等殘酷暴行，先後有死難者，包括領隊Candy、在菲律賓長大的導遊阿卜、兩名香港警察、三個三合會成員、一對老夫婦、一對少女等等。人民敢於冒險反抗，與匪徒激烈搏火。最後，導遊阿卜與幾名旅客身亡，叛軍頭目亦身亡，其餘旅客則逃出生天。

## 演員表

### 友和旅行社旅遊團
| 演員   | 角色   | 粵語配音 | 備註 | 角色最後的結局                                                                                      |
| 曾志偉 | 阿卜   | 馮永和   | 菲律賓導遊 菲律賓華僑 與Candy有感情線 | 死亡 後期逃走時中流彈跌出車外再被菲共吉普車撞飛墮下橋身亡                                           |
| 溫碧霞 | Candy  |          | 香港領隊 友和旅行社職員 與阿卜有感情線 在進行俄羅斯輪盤的死亡遊戲期間，險命喪在阿卜的槍下                                                                           | 存活 被菲律賓軍隊救出                                                                               |
| 黃光亮 | 大眼   |          | 香港旅客 香港黑幫頭目 阿蟲和李炳龍之老大兼好友 光哥和阿華之天敵兼團友，最後和好 經常喜歡以金色勞力士周圍欺壓別人問：「現在什麼時間?」                               | 死亡 後期逃走時身中多槍，用盡一口氣撲向窮追不捨的菲共吉普車上，再用手雷與光頭菲共和其他成員同歸於盡 |
| 南燕   | 光哥   | 盧雄     | 香港旅客 香港警察 阿華之上級兼同事 | 死亡 打算以白手巾向菲共游擊隊成員示好，反被Sam一槍打頭，飲彈瀝血                                    |
| 李志希 | 阿華   | 張炳強   | 香港旅客 香港警察 光哥之下屬兼同事 與林秀麗相戀 | 存活 被菲律賓軍隊救出                                                                               |
| 唐麗球 | 林秀麗 | 沈小蘭   | 香港旅客 錢愛寶之好友,並一同阿鵬與旅遊鬼混 與Judy口角 與阿華相戀 以色誘光頭菲共來製造空檔給阿卜、大眼、阿華奪取菲共的武器後反擊逃生                                 | 存活 被菲律賓軍隊救出                                                                               |
| 黃自強 |        | 源家祥   | 香港旅客 老妻之丈夫 B仔之外公 | 存活 被菲律賓軍隊救出                                                                               |
| 鄧碧雲 |        |          | 香港旅客 老夫之妻子 B仔之外婆 年輕時熱愛賽車 | 死亡 駕駛旅遊巴協助其他團友逃亡，但最後因中流彈傷重吐血撞車身亡                                     |
| 余倩雯 | Judy   |          | 香港旅客 Pat之好友 富家大小姐，個性任性毒舌 與錢愛寶、林秀麗、阿鵬等人口角 因發難得罪光頭菲共並刺激他的性慾，便強行帶到他的房間，與貝雷帽菲共一同侵犯以致創傷後遺症 | 死亡 後期用手雷與有份強暴的貝雷帽菲共同歸於盡                                                       |
| 姚正菁 | Pat    | 盧素娟   | 香港旅客 Juby之好友 | 存活 被菲律賓軍隊救出                                                                               |
| 李劍忠 | 阿蟲   | 陳永信   | 香港旅客 香港黑幫成員 大眼之手下兼好友 | 存活 被菲律賓軍隊救出                                                                               |
| 陳志雨 | 阿鵬   | 陳欣     | 香港旅客 瞞着懷孕的妻子與錢愛寶和林秀麗一同旅遊鬼混，為人貪生怕死                                                                                                   | 存活 被菲律賓軍隊救出                                                                               |
| 邵萱   | 錢愛寶 | 龍寶鈿   | 香港旅客 林秀麗之好友，並一同與阿鵬旅遊鬼混 與Judy口角 | 死亡 因菲共和菲律賓政府談判破裂並作出軍事行動，最後被菲共處決來表達不滿而壯烈犧牲                   |
|        | 李炳龍 | 馮志輝   | 香港旅客 香港黑幫成員 大眼之手下兼好友 | 死亡 因菲共和菲律賓政府談判破裂並作出軍事行動，最後被菲共處決來表達不滿而壯烈犧牲                   |
| 侯鎮宇 | B仔    |          | 香港旅客 老夫老妻之外孫 | 存活 被菲律賓軍隊救出                                                                               |

### 菲律賓共產黨新人民軍
| 演員              | 角色       | 粵語配音 | 備註                                                           | 角色最後的結局                                                                         |
| Bernardo Bernardo | Aaron      |          | 菲共游擊隊首領 交易軍火後被菲警追捕而爆發槍戰,被菲警槍傷後拘捕 | 死亡 後期被菲律賓陸軍司令部軍官以嚴刑拷打迫供菲共的大本營所在地，因不合作而被打死      |
| Spanky Manikan    | Sam        |          | 菲共游擊隊副首領 為人外表友善但卻冷血心狠手辣，殺害光哥的元兇  | 死亡 最後的一戰，向菲律賓軍隊舉起M16突擊步槍示意「絕不投降」後被菲軍亂槍掃射，飲彈瀝血 |
| Alex Mondragoxi   | 光頭菲共   |          | 菲共游擊隊成員 性慾倒錯者 侵犯Judy和林秀麗                     | 死亡 最後被大眼用手榴彈與他和其他菲共成員同歸於盡                                      |
|                   | 貝雷帽菲共 |          | 菲共游擊隊成員 為人兇殘冷血好色，侵犯Judy，槍殺藤氏兄弟        | 死亡 最後被Judy用手榴彈同歸於盡                                                        |

### 其他演員
| 演員       | 角色   | 粵語配音 | 備註 | 角色最後的結局 |
| 藤強英     |        | 賈鳳梧   | 中國自由行旅客 藤強美之兄兼孖生兄弟 菲共游擊隊逃走時被強行帶上旅遊巴成為人質並帶到大本營                  | 死亡 最後在進行俄羅斯輪盤的死亡遊戲時自願被槍斃，與弟一同吞下貝雷帽菲共的子彈而喪命，其屍體被菲共成員倒掛在大教堂門前引起各國新聞記者去採訪 |
| 藤強美     |        | 賈鳳梧   | 中國自由行旅客 藤強英之弟兼孖生兄弟 菲共游擊隊逃走時被強行帶上旅遊巴成為人質並帶到大本營                  | 死亡 最後在進行俄羅斯輪盤的死亡遊戲時自願被槍斃，與兄一同吞下貝雷帽菲共的子彈而喪命，其屍體被菲共成員倒掛在大教堂門前引起各國新聞記者去採訪 |
| 關寶慧     |        | 盧素娟   | 香港CTV電視台新聞部主編                                                                                   | |
| 陳巧玲     | 葉紅   | 沈小蘭   | 香港CTV電視台新聞部記者主播                                                                               | |
| 黎海珊     | 劉太太 |          | 阿鵬之妻子                                                                                                | |
| Pen Medina |        |          | 菲律賓陸軍司令部軍官 以嚴刑拷打先前被拘捕的菲共首領，拷問迫供菲共的大本營所在地，最後因對方不合作而打死他 | |

## 主題曲
電影的主題曲改編自菲律賓歌手Freddie Aguilar的名曲Anak，譚詠麟亦曾經唱過廣東話版的〈孩兒〉。在電影裏則是由林敏驄改了歌詞的版本，歌詞描寫旅客們在菲律賓遇上的劫難。

## 爭議
文匯報等傳媒在2018年1月引述傳聞稱，這部電影在菲律賓拍攝期間，飾演菲共份子的菲籍演員在強姦劇情中對女配角余倩雯假戲真做，即使女方當時極力抗拒。曾志偉在《安樂戰場》同時擔任演員及導演，當拍攝強姦劇情前，曾志偉指示與該場強姦戲份無關的人員離開，除了菲籍演員和女演員外，只餘下攝影師在場，當開始拍攝後，女方在攝影機的拍攝下遭到強暴，同劇組的女美術指導相當憤怒，更痛罵曾志偉「無人性」。當時拍攝的強姦片段在事後曾志偉以效果不佳為理由刪除。在戲份中被強姦的余倩雯自此退出電影圈，消失於幕前。
曾志偉在李婉華的訪談節目中曾被問到此事，曾志偉稱「誰知拍完後，有個女美術指導罵我無人性，美術指導同個女演員哭好久，因為拍得好激，但這條片沒上。」2019年，曾志偉接受訪問時承認片中強暴戲是「假戲真做」。但辯稱是余倩雯主動要求逼真拍攝。曾志偉憶述演員間是有性器官不能接觸的要求，惟拍攝途中他才知道女演員被侵犯。

## 反響
這部英屬香港年代的港產片，上映時距六四事件發生僅半年，更是八九民運期間拍攝，令部份網民及名咀作出解講。《波叔講古》和《當自毀變成一份浪漫》更將電影歸類為「六四傷痕」的影視作品，他們指，電影的菲共暗喻中共，而旅行團好比香港社會縮影，對於中共的理解是突如其來的洪水猛獸的侵害。而戲中角色亦多次提及1997年香港主權移交，他們表示不安和惶恐等多種負面情緒。不過劇中曾志偉說：「喜歡香港...1997沒甚麼可怕（這處指香港主權移交），這裡天天都1997（指劇中情景）」，即香港因中共接管而變差，他都不在意。正好有兩幫意見及兩處環境作出對比。

## 外部連結
- 香港影庫上《安樂戰場》的資料（繁體中文）
- 豆瓣电影上《安樂戰場》的資料 （简体中文）
- 时光网上《安樂戰場》的資料（简体中文）
- AllMovie上《安樂戰場》的资料（英文）
- 爛番茄上《安樂戰場》的資料（英文）
- 互联网电影数据库（IMDb）上《安樂戰場》的资料（英文）